# 洛塔 (路易斯安那州)
洛塔（英語：Iota），是美国路易斯安那州下属的一座城市。根据2010年美国人口普查，该市有人口1,500人。建置上，属于“town”。